# Darkthrone Holy Darkthrone
Darkthrone Holy Darkthrone è un album di tributo al gruppo black metal norvegese Darkthrone, pubblicato nel 1998 da Moonfog Productions.
L'ultima traccia è in realtà composta da due tracce, separate da alcuni minuti di silenzio, di cui il titolo della prima traccia è presente sul retro della copertina, mentre il titolo della seconda traccia non è presente sulla tracklist del disco, proprio come una hidden track.

## Tracce
1. Kathaarian Life Code - 9:30  (Satyricon)
2. Natassja in Eternal Sleep - 3:20 (Enslaved)
3. The Pagan Winter - 6:19 (Thorns)
4. Cromlech - 4:17 (Emperor)
5. Green Cave Float - 4:19 (Dødheimsgard)
6. Transilvanian Hunger - 5:26 (Gehenna)
7. Slottet I Det Fjerne/To Walk the Infernal Fields (ghost track) - 14:37 (Gorgoroth/Immortal)